# Colobogaster puncticollis
Colobogaster puncticollis es una especie de escarabajo del género Colobogaster, familia Buprestidae. Fue descrita científicamente por Waterhouse en 1887.